# Ornithodoros tartakovskyi
Ornithodoros tartakovskyi är en fästingart som beskrevs av Olenev 1931. Ornithodoros tartakovskyi ingår i släktet Ornithodoros och familjen mjuka fästingar.
Artens utbredningsområde är Uzbekistan. Inga underarter finns listade i Catalogue of Life.